# Susan Peters

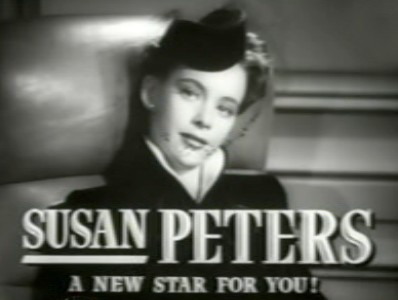

Susan Peters, egentligen Suzanne Carnahan, född 3 juli 1921 i Spokane, Washington, död 23 oktober 1952 i Visalia, Kalifornien, var en amerikansk skådespelare.
Hon studerade drama vid Max Reinhardts School of Dramatic Arts, när hon upptäcktes av en talangscout. Hon gjorde filmdebut 1940 i Vägen till Santa Fe och nominerades för en Oscar för bästa kvinnliga biroll i Slumpens skördar 1942. Hon var synnerligen talangfull och var på väg att bli en stor stjärna när en olycka inträffade som förändrade hennes liv – hon skadades i en jaktolycka nyårsdagen 1945 och blev förlamad från midjan och ner. Peters försökte sig på en comeback i rullstol men drog sig tillbaka från filmen efter en tid. 
Hon hade ständiga smärtor och drabbades av en svår depression. Hon hade dessutom njurproblem och tappade livslusten. Peters avled 31 år gammal i sviterna av njurbäckeninflammation, lunginflammation och anorexia nervosa.
Peters var gift 1943–1948 med regissören och skådespelaren Richard Quine.

## Filmografi (urval)
- Vägen till Santa Fe (1940)
- Slumpens skördar (1942)
- Uppdrag i Bretagne (1943)
- Sången om Ryssland (1944)
- En kvinna för mycket (1948)